# Louis Cardaillac
Pour les articles homonymes, voir Cardaillac (homonymie).
 (mai 2024).
Si vous disposez d'ouvrages ou d'articles de référence ou si vous connaissez des sites web de qualité traitant du thème abordé ici, merci de compléter l'article en donnant les références utiles à sa vérifiabilité et en les liant à la section « Notes et références ».
Louis Cardaillac est un historien, auteur et professeur-chercheur français né à Quillan (Aude) le 29 juillet 1933 et mort à Andernos (près de Bordeaux) le 14 octobre 2015.

## Biographie

### Famille, jeunesse et formation
Il est agrégé de l’Université, docteur des lettres.

### Carrière professionnelle
Il est professeur émérite de l'Université Paul-Valéry de Montpellier et spécialiste de l'Espagne et de l'islam. Au cours de sa vie professionnelle, en tant que professeur-chercheur, il s’est beaucoup déplacé entre trois continents : Europe (Toulouse, Montpellier, Salamanque), Afrique (Abidjan, Alger, Fès, Tunis) et Amérique (Mexico, Guadalajara, Zapopan). Louis Cardaillac était également membre du Comité international d'études morisques sis à Tunis.

### Vie privée
Il s'est installé dans une ville coloniale mexicaine, Cuernavaca, capitale de l’État de Morelos, où il a vécu avec sa femme et collaboratrice Araceli Campos et avec le plus jeune de ses cinq enfants, Antonio-Emilio. Ils revenaient passer leurs vacances en France, à Montfort-sur-Boulzane, près de Quillan (Aude). Il repose à Quillan (Aude).

## Publications
En langue française :
- Le Passage des Morisques en Languedoc. Montpellier, Université Paul Valéry, 1971.
- Morisques et Chrétiens. Un affrontement polémique (1492-1640), (Préface de Fernand Braudel), Paris, Klincksieck, 1977.
- Les Morisques et leur temps (dir.), Paris, C.N.R.S., 1983.
- Les Morisques. La Chrétienté et l’Islam en Espagne au XVIe siècle, Vanves, CNED, 1989.
- Les Morisques et l’Inquisition (dir.), Paris, Publisud, 1990.
- Tolède XIIe – XIIIe siècle. Chrétiens, juifs et musulmans, le savoir et la tolérance (dir.), Paris, Autrement, 1992.
- Les Rois catholiques. Le prince don Juan, symbole de l'apogée d'un règne, Paris, Autrement, 2000.
- Félix Armand et son temps - Un siècle d’histoire dans les Pyrénées audoises (1740-1840), 2011

En langue espagnole :
- Toledo, siglos XII y XIII. Musulmanes, cristianos y judíos la sabiduría y la tolerancia, Madrid, Alianza editorial, 1991, (col. Memoria de las ciudades).
- Moriscos y Cristianos. Un enfrentamiento polémico (1492-1640), Madrid, Fondo de Cultura Económica, 1980 et 1993 (traduction de Mercedes García Arenal). Réédité au Mexique par FCE, en 2004. Traduit en arabe en 1982, par A. Temimi; autre édition à Tunis, 1989.
- Ensayos en honor a José María Muriá (dir.), Zapopan, El Colegio de Jalisco, 2002.
- Dos sermones panegíricos sobre Santiago el Mayor, pronunciados en la Ciudad de México, años de 1802 y 1809, Zapopan, El Colegio de Jalisco, 2002.
- Santiago apóstol, el santo de los dos mundos, Zapopan, El Colegio de Jalisco-Fideicomiso Teixidor, 2002.
- Santiago, acá, allá y acullá. Miscelánea de estudios jacobeos, (préface de Miguel León-Portilla), Zapopan, El Colegio de Jalisco-Fideicomiso Teixidor, 2004.
- Memorias olvidadas (traduction du livre de Jabbar Yassin Hussin), Guadalajara, Universidad de Guadalajara, 2006 (avec la collaboration de Dulce María Zúñiga Benítez).
- Indios y cristianos. Cómo en México el Santiago español se hizo indio (préface de Jacques Lafaye), El Colegio de Jalisco-UNAM-Editorial Itaca, 2007 (en collaboration avec Araceli Campos).
- México de mis amores. Una guía cultural de la A a la Z. México, Editorial Océano-CONACULTA, 2009 (en collaboration avec Araceli Campos).
- Moriscos e Indios (Préface de Mercedes García Arenal), Granada, ediciones El Legado andalusí y Universidad de Granada, 2011 (sous presse).